# Regiões tradicionais da Grécia
As regiões (em grego: γεωγραφικά διαμερίσματα; romaniz.: yeografiká diamerísmata, lit. departamentos geográficos) são as subdivisões nacionais tradicionais (e, até 1987, oficiais) da Grécia, ainda usadas amplamente na linguagem corrente. São dez no total, (sete no continente e três grupos nas ilhas), que eram subdivididas por sua vez em 54 prefeituras.
Atualmente a Grécia está dividida em regiões (também chamadas periferias) e unidades regionais.
| 1. Trácia 2. Macedônia 3. Tessália 4. Epiro 5. Grécia Central 6. Ática 7. Peloponeso 8. Ilhas Egeias 9. Ilhas Jônicas 10. Creta | Mapa mostrando as regiões da Grécia |